# Shroud
Michael Grzesiek, né le 2 juin 1994, mieux connu sous le nom de Shroud (anciennement mEclipse), est un streameur canadien, youtubeur et ancien joueur professionnel de Counter-Strike: Global Offensive,,,,.
Il est connu pour jouer à des jeux de tir à la première personne et de bataille royale tels que Counter-Strike: Global Offensive, PlayerUnknown's Battlegrounds, Apex Legends, Escape from Tarkov et Valorant.
En date de décembre 2021, sa chaîne Twitch compte plus de 9,85 millions d'abonnés, se classant comme la cinquième chaîne la plus suivie sur la plate-forme et sa chaîne YouTube compte plus de 6,81 millions d'abonnés.

## Carrière

### Counter-Strike: Global Offensive
Grzesiek commence sa carrière sur Counter-Strike: Global Offensive (CS:GO) avec plusieurs équipes de l'ESEA, dont Exertus eSports et Manajuma en 2013. Il signe un contrat avec compLexity Gaming en tant que remplaçant, puis avec Cloud9 en août 2014 lorsqu'ils font l'acquisition de compLexity. Il contribue à mener Cloud9 à la première place à la saison 4 de l'ESL Pro League en 2016 et à une deuxième place à l'ESL One Cologne 2017. Le 18 avril 2018, Grzesiek quitte Cloud9 et prend sa retraite professionnelle de CS:GO.

### Streaming et création de contenu
Depuis sa transition de joueur professionnel CS:GO à streameur à plein temps sur la plateforme Twitch, Grzesiek joue à différents jeux.  Il diffuse initialement à plein temps sur Twitch jusqu'en octobre 2019. Le 24 octobre 2019, Grzesiek annonce officiellement qu'il change de plateforme de diffusion pour streamer exclusivement sur la plateforme de streaming Mixer, de Microsoft, suivant les pas de son collègue streameur Tyler "Ninja" Blevins, qui a annoncé un accord similaire plus tôt dans l'année.
Le 22 juin 2020, Microsoft annonce la fermeture de Mixer et son intégration à Facebook Gaming.
Le 11 août 2020, Grzesiek a annoncé qu'il reviendrait en streaming exclusivement sur Twitch. Sa première diffusion de retour le jour suivant attire plus de 516 000 téléspectateurs en simultané,,.

### Valorant
Le 8 Juillet 2022, l'équipe d'e-sport Sentinels annonce l'engager dans son équipe professionnelle sur le jeu vidéo Valorant.

## Résultats de tournois
| Date       | Tournoi                                          | Position | Prix      |
| ---------- | ------------------------------------------------ | -------- | --------- |
| 22/06/2015 | ESL ESEA Pro League Saison 1 - Amérique du Nord  | 1er      | 18 000 $  |
| 05/07/2015 | ESL ESEA Pro League Saison 1 - Finales           | 2e       | 60 000 $  |
| 15/11/2015 | Coupe iBUYPOWER                                  | 1er      | 50 000 $  |
| 25/06/2016 | Esports Championship Series Saison 1 - Finales   | 5e–6e    | 65 000 $  |
| 21/07/2016 | ELEAGUE Saison 1                                 | 5e–8e    | 50 000 $  |
| 18/09/2016 | DreamHack Open Bucarest 2016                     | 2e       | 90 000 $  |
| 30/10/2016 | ESL Pro League Saison 4 - Finales                | 1er      | 200 000 $ |
| 11/06/2017 | Championnat mineur des Amériques - Cracovie 2017 | 1er      | 30 000 $  |
| 25/06/2017 | Esports Championship Series Saison 3 - Finales   | 3e-4e    | 65 000 $  |
| 09/07/2017 | ESL One: Cologne 2017                            | 2e       | 40 000 $  |

## Récompenses et nominations
| An   | Prix             | Catégorie                      | Résultat | Ref.   |
| ---- | ---------------- | ------------------------------ | -------- | ------ |
| 2017 | Les Game Awards  | Joueur le plus populaire       | Nommé    | [ 14 ] |
| 2019 | Prix Esports     | Streameur de l'année           | Nommé    | [ 15 ] |
| 2019 | Les Game Awards  | Créateur de contenu de l'année | Lauréat  | [ 16 ] |
| 2020 | 10e prix Streamy | Streameur de l'année           | Nommé    | [ 17 ] |